# Frederic Chapin Lane
Frederic Chapin Lane (Lansing, 23 novembre 1900 – 14 ottobre 1984) è stato uno storico statunitense.
Conosciuto anche come Frederic C. Lane – talvolta indicato come Frederic Lane – si occupò prevalentemente degli scambi commerciali, del sistema bancario e della vita della Repubblica di Venezia.

## Biografia

### Formazione e influenze culturali
Figlio di Alfred Church Lane, famoso geologo statunitense e di Susanne Foster (Lauriat) Lane, che proveniva da una famiglia di editori, dopo che la sua famiglia si spostò a Cambridge (Massachusetts), dove suo padre insegnava al Tufts College, lì compì i suoi studi liceali presso la Cambridge High and Latin School, iniziando poi quelli universitari alla Cornell University dove, nel 1921, conseguì il B.A (Bachelor of Arts-Diploma/Laurea di tre anni nel campo letterario-artistico). Nel 1922 ottenne il M.A. (Master of Arts-Laurea specialistica in campo letterario-artistico) presso il Tufts College, con una tesi su "La storia economica dell'Europa durante la prima metà del XVI secolo",. Nel 1923 si recò in Europa con una borsa di studio presso l'Università di Bordeaux partecipando a ricerche che si tradussero nelle pubblicazioni intitolate: "Colbert et le commerce de Bordeaux" e "L'Eglise reformée de Bègles de 1660 à 1670". Nel 1924 passò all'Università di Vienna, dove si occupò di storia dell'economia e conobbe Alfons Dopsch, approfondendo anche le teorie economiche di Max Weber e Karl Marx. Nel 1925 entrò come assistente all'Università di Harvard, dove manifestò interesse per la storia economica medioevale e conobbe Abbott P. Usher che gli propose una tesi di dottorato sulla storia economica della Serenissima nel XVI secolo, prendendo spunto dai Diarii di Marin Sanudo.
Il 4 giugno 1927 sposò Harriet Whitney Mirick e nell'autunno dello stesso anno, assieme alla moglie, andò a Venezia dove condusse ricerche presso gli archivi e la Biblioteca Marciana, trovandovi una gran quantità di dati per la sua tesi intitolata "Navi veneziane e costruttori navali del XV e XVI secolo" con la quale nel 1930 conseguì il Ph.D (Philosophy Doctorate-Dottorato).

### Carriera accademica
Già nel 1926 era stato nominato assistente (Instructor) in Storia alla Università del Minnesota e, nel 1928, alla Johns Hopkins University dove compì tutta la sua carriera accademica divenendo professore associato nel 1936 e professore ordinario nel 1946, fino alla pensione nel 1966, quando si ritirò come professore emerito.
Appena giunto alla Johns Hopkins University inaugurò un corso di Storia della civiltà occidentale, molto gradito dagli studenti, poi, collaborando con E.M.Hunt e E.F.Goldman, scrisse "La storia del mondo", un testo scolastico divulgativo che pubblicò nel 1947. Alla fine della seconda guerra mondiale, la Federal Maritime Commission lo incaricò di scrivere una cronaca della guerra marittima combattuta dagli Stati Uniti, e così venne alla luce il saggio Ships for Victory.
Dal 1951 al 1954 fu assistente del direttore della divisione di scienze sociali della Fondazione Rockefeller e come tale fece avere un sostegno decisivo allo storico francese Fernand Braudel, fondatore de La Revue des Annales, per la creazione a Parigi della Maison des Sciences de l'Homme.
Nel 1965 fu presidente della American Historical Association.

## Lane e Venezia
Durante tutto il corso della sua carriera accademica il suo interesse prevalente fu rivolto alla storia economica della Repubblica veneta. Già nel 1939 aveva conosciuto lo storico italiano Gino Luzzatto che, rimosso dalla cattedra universitaria dal regime fascista, continuava ad occuparsi di ricerche storiche negli archivi di Venezia. Per Lane fu un prezioso punto di riferimento per le sue ricerche storico-economiche sul mondo dei mercanti veneziani che erano culminate nella pubblicazione di un saggio sul mercante Andrea Barbarigo. Questi non era un personaggio di primo piano a Venezia ma era stato scelto da Lane perché fra gli altri mercanti veneziani era quello che ci ha lasciato la più ampia documentazione della sua attività annotata in libri contabili e lettere ai suoi agenti commerciali nel Levante, in Spagna in Inghilterra e nelle Fiandre.
Fra il 1959 e il 1961, una borsa di studio della Fondazione Guggenheim gli consentì di andare a Venezia diverse volte. Allora svolse approfondite ricerche che gli consentirono di iniziare a scrivere la sua pubblicazione più completa su Venezia, cui poté dedicarsi completamente dopo il 1966 quando, ormai libero da impegni accademici, riuscì a completare e a dare alle stampe nel 1973 l'opera Venice, a Maritime Republic. 
Continuò poi pubblicando, in collaborazione con il suo allievo R.C. Mueller, un'opera fondamentale per la conoscenza del mondo mercantile e bancario della Venezia del Rinascimento: Money and Banking in Medieval and Renaissance Venice, 1: Coins and Moneys of Account (1985).
La sua opera fu completata dopo la sua morte da Mueller, che nel 1997 pubblicò The Venetian Money Market. Banks, Panics, and the Public Debt, 1200-1500, (Baltimore and London, The Johns Hopkins University Press).
Il suo profondo interessamento per Venezia e la sua storia venne ricambiato dal mondo culturale veneto che già dal 1961 lo volle socio onorario della Deputazione di Storia Patria delle Venezie e poi dell'Ateneo Veneto e dell'Istituto veneto di scienze, lettere ed arti.

## Riconoscimenti
Nel 1980 gli fu assegnato il Premio Internazionale Galileo Galilei promosso dai Rotary club italiani e dall'Università di Pisa e conferito ogni anno ad uno studioso non italiano per notevoli contributi alla storia e cultura italiana.
Nel 1984, dall'Accademia Nazionale dei Lincei, gli fu assegnato il premio della Fondazione Francesco Saverio Nitti, questo premio che solitamente viene assegnato per i successi nel campo dell'economia in quell'occasione fu assegnato ad uno storico.

## Opere principali
- Venetian ships and shipbuilders of the Renaissance (1934, 1975, 1979, 1992)
- Andrea Barbarigo, merchant of Venice, 1418-1449 (1944, 1967)
- The world's history, Frederic C. Lane con Eric F. Goldman ed Erling M. Hunt. Disegni di Robert Velde; mappe di Harold K. Faye.(1947, 1950, 1954, 1959)
- Enterprise and secular change: readings in economic history. Edito dalla American Economic Association e dalla Economic History Association. (1953)
- Ships for victory, commissionato dalla U.S. Maritime Commission di Frederic C. Lane ; con la collaborazione di Blanche D. Coll, Gerald J. Fischer, David B. Tyler; grafici di Joseph T. Reynolds (1951; con una nuova prefazione di Arthur Donovan, 2001).
- Navires et constructeurs à Venise pendant la Renaissance (Paris, 1965)
- Venice and History: The Collected Papers of Frederic C. Lane, edito da un comitato di colleghi ed ex studenti. Prefazione di Fernand Braudel (1966)[5]
- Studies in Venetian social and economic history di Frederic C. Lane; edito da Benjamin G. Kohl e Reinhold C. Mueller (1987).
- Venice, a Maritime Republic, 1973, Longitude Books[6]
- Profits from power : readings in protection rent and violence-controlling enterprises (1979)
- Money and Banking in Medieval and Renaissance Venice vol. 1, Coins and moneys of account by Frederic C. Lane and Reinhold C. Mueller (1985); vol. 2, The Venetian money market: banks, panics, and the public debt, 1200-1500 di Reinhold C. Mueller (1997).

## Edizioni italiane
- Storia di Venezia, traduzione di Franco Salvatorelli, Collana Biblioteca di cultura storica n.137, Torino, Einaudi, 1978, ISBN 978-88-06-33498-7. Collana ET Saggi, Einaudi, 2005, ISBN 978-88-061-7354-8
- I mercanti di Venezia, traduzione di Enrico Basaglia, Collana Biblioteca di cultura storica n.148, Torino, Einaudi, 1982, ISBN 978-88-06-55053-0. Collana ET, Einaudi, 1996, ISBN 978-88-061-4262-9
- Le navi di Venezia. Fra i secoli XIII e XVI, traduzione di Enrico Basaglia, Collana Biblioteca di cultura storica n.152, Torino, Einaudi, 1983, ISBN 978-88-06-56663-0.

## Fondo librario
Una parte della biblioteca personale di Lane è stata donata dagli eredi dell'Università Ca' Foscari Venezia ed è oggi consultabile su richiesta presso la Biblioteca di Area Umanistica (BAUM).